# Джоді Релл
Мері Джоді Релл (англ. Mary Jodi Rell; 16 червня 1946, Норфолк, Вірджинія — 20 листопада 2024) — американський політик. Вона була губернатором штату Коннектикут з 2004 по 2011, член Республіканської партії.
Навчалась в Університеті Західного Коннектикуту, але не закінчила його. Релл отримала почесний ступінь доктора права Університету Гартфорда у 2001 році і Університету Нью-Гейвена у 2004 році. З 1985 по 1995 була членом Палати представників Коннектикуту, віце-губернатор штату з 1995 по 2004. Одружена, виховала двох дітей.